# Alexander Kabatianski
Alexander Kabatianski (russisch Александр Евгеньевич Кабатянский/Alexander Jewgenjewitsch Kabatjanski; * 18. September 1958) ist ein deutscher Schachspieler. 

## Leben
Kabatianski lernte von seinem Großvater Schach zu spielen. Mit zehn Jahren trat er in die Schachsektion des Dnepropetrowsker Pionierpalastes ein. Im Jahr 1973 wurde er Meisteranwärter. Trainiert wurde er unter anderem von den nationalen Meistern Wiktor Gurewitsch und Arkadi Nowopaschin. Nach dem Schulabschluss absolvierte er ein Studium zum Physiklehrer an der Staatlichen Universität Dnepropetrowsk. Seit 1985 trug er den Titel Meister des Sports der UdSSR, die Norm dafür erfüllte er bei der All-Union Meisterschaft der Sportvereinigung Dynamo 1984 in Kostroma. Bei der Meisterschaft der ukrainischen Sportvereinigung Dynamo teilte er 1985 den zweiten Platz, im nächsten Jahr wurde er Meister. 1990 nahm er mit dem OSK Dnepropetrowsk (unter anderem zusammen mit Oleksandr Moros und Leonid Milov) an der sowjetischen Mannschaftsmeisterschaft in Podolsk teil. 1991 gewann er die Meisterschaft der Oblast Dnepropetrowsk.
Im Jahr 1992 siedelte Kabatianski nach Deutschland über. Nach seiner Auswanderung wirkte er als Übersetzer und Lehrer. Ab 1995 spielt er für den Deutschen Schachbund. Beim Internationalen Schachturnier in München 1993, das Walentin Arbakow für sich entscheiden konnte, teilte er den fünften Platz. Im Mai 1994 holte er vor Josef Přibyl, Alexander Pantschenko und anderen Spielern den ersten Platz beim Open in Erlangen. Im selben Jahr erreichte er gute Platzierungen in den First Saturday-Turnieren in Budapest. 2001 wurde er Erster vor Alexandre Dgebuadze und Harmen Jonkman beim Open in Soest. Den Titel eines Internationalen Meisters verlieh ihm die FIDE im Jahr 1994. Mannschaftsschach spielte er in Deutschland zunächst für den Schachclub Eppingen (unter anderem in der Saison 1996/97 in der 1. Bundesliga), von 1998 bis 2002 für den TuS Bramsche; seit 2002 spielt er für den SK Turm Emsdetten, bei dem er von 2008 bis 2011 dem Kader der Bundesligamannschaft angehörte. In der niederländischen Meesterklasse spielt er seit 2000 für Apeldoorn.
1978 begann Kabatianski Schach an einer Jugendschule in Dnepropetrowsk zu unterrichten. Diese Tätigkeit übte er bis 1992 aus. In Deutschland trainierte er Martin Zumsande und Christian Richter.